# Saison 5 des Contes de la crypte
Chronologie
Saison 4 Saison 6
Cet article présente le guide de la cinquième saison de la série télévisée Les Contes de la crypte.

## Épisodes

### Épisode 1:Mort d'un pigeon voyageur
- États-Unis : 2 octobre 1993 sur HBO
- France : 25 juillet 1996 sur M6

- Tim Curry (Pa Brackett / Ma Brackett / Winona Brackett)
- Ed Begley Jr. (Judd Campbell)
- Yvonne De Carlo (Madame Jones)

### Épisode 2:Qui sème le vent
- États-Unis : 2 octobre 1993 sur HBO
- France : 4 juillet 1996 sur M6

- Hector Elizondo (Leo Burns)
- Patsy Kensit (Bridget)
- Sam Waterston (G.G. Devoe)
- John Shea (Père John Sejac)
- Adam West (Chapman)
- Miguel Ferrer (Le Tueur)

- L'acteur Miguel Ferrer n'est pas crédité ni au début ni à la fin de l'épisode.
- Réalisé par Kyle MacLachlan, on peut toutefois constater une erreur au début de l'épisode, il y est noté qu'il est producteur et non réalisateur et de surcroit, aucun nom n'apparait en guise de réalisateur.

### Épisode 3:Objectif meurtre
- États-Unis : 2 octobre 1993 sur HBO
- France : 18 juillet 1996 sur M6

- Lysette Anthony (Bobbi)
- Marshall Bell (Rock)
- Steve Buscemi (Ike)
- Roger Daltrey (Dalton)
- Paul Dooley (Randolph)
- Titus Welliver (Salucci)

### Épisode 4:Soif de pensées
- États-Unis : 6 octobre 1993 sur HBO
- France : 4 juillet 1996 sur M6

- Ernie Hudson (Zambini)
- Joan Chen (Connie)
- Phil Fondacaro (Emmet)

### Épisode 5:Des frères très soudés
- États-Unis : 13 octobre 1993 sur HBO
- France : 11 juillet 1996 sur M6

- Bill Paxton (Billy DeLuca)
- Brad Dourif (Virgil)
- Michael Lerner (Monsieur Byrd)
- Lainie Kazan (Madame Grafungar)

### Épisode 6:Deux pour le prix d'une
- États-Unis : 20 octobre 1993 sur HBO
- France : inédit à la télévision
- Québec : 9 novembre 2017 sur Frissons TV

- Vincent Spano (Officier Fine)
- David Paymer (Andy Conway)
- Traci Lords (Emma Conway)

### Épisode 7:La Maison de l'horreur
- États-Unis : 27 octobre 1993 sur HBO
- France : 4 juillet 1996 sur M6

- Brian Krause (Tex Crandell)
- Kevin Dillon (Les Wilton)
- Meredith Salenger (Mona)
- Michael DeLuise (Sparks)
- Jason London (Henderson)
- Keith Coogan (Waters)
- Courtney Gains (Le garçon de la fraternité)
- Wil Wheaton (Arling)

### Épisode 8:Illusions perdues
- États-Unis : 3 novembre 1993 sur HBO
- France : 18 juillet 1996 sur M6

- Martin Sheen (Kraygen / Thomas Miller / Zorbin le magnifique)
- Billy Zane (Miles Federman)
- Maryam d'Abo (Greta Kreutzel)

### Épisode 9:La momie qui ne voulait pas mourir
- États-Unis : 10 novembre 1993 sur HBO
- France : 1er août 1996 sur M6

- Anthony Michael Hall (Reggie Skulnick)
- Nina Siemaszko (Stella Bishop)
- Jeffrey Jones (Professeur Finley)

### Épisode 10:Quand vint l'aurore
- États-Unis : 17 novembre 1993 sur HBO
- France : 11 juillet 1996 sur M6

- Brooke Shields (Norma)
- Perry King (Roger)
- Michael J. Pollard (Ed)

### Épisode 11:Les Feux de l'enfer
- États-Unis : 24 novembre 1993 sur HBO
- France : 15 août 1996 sur M6

- Lou Diamond Phillips (Jerry)
- Priscilla Presley (Gina)
- Alan Ruck (Carty)
- John Kassir (Larry)
- Rory Calhoun (Spider)
- Noble Willingham (Monsieur Petermeyer)
- Steve Kahan (William)

### Épisode 12:L'Heure des comptes
- États-Unis : 1er décembre 1993 sur HBO
- France : 25 juillet 1996 sur M6

- Clancy Brown (Roger Lassen)
- Martin Kove (Le détective)
- Jon Tenney (Alex)
- Costas Mandylor (Dan King)
- Charles Martin Smith (Colin)
- Cheech Marin (Docteur Beneloy)

### Épisode 13:Jusqu'à ce que la mort nous sépare
- États-Unis : 8 décembre 1993 sur HBO
- France : 8 août 1996 sur M6

- Eileen Brennan (Ruth Sanderson)
- John Stamos (Johnny Canaparo)
- Kate Vernon (Lucy Chadwick)
- Robert Picardo (Frank Bobo)
- Frank Stallone (Tony Rogers)